# Флашинг (Мічиган)
Флашинг (англ. Flushing) — місто (англ. city) в США, в окрузі Дженесі штату Мічиган. Населення — 8411 особа (2020).

## Географія
Флашинг розташований за координатами 43°3′46″ пн. ш. 83°50′33″ зх. д. / 43.06278° пн. ш. 83.84250° зх. д. (43.062786, -83.842628).  За даними Бюро перепису населення США в 2010 році місто мало площу 9,82 км², з яких 9,38 км² — суходіл та 0,44 км² — водойми.

## Демографія
Згідно з переписом 2010 року, у місті мешкало 8389 осіб у 3574 домогосподарствах у складі 2307 родин. Густота населення становила 854 особи/км².  Було 3816 помешкань (388/км²).
Расовий склад населення:
| - 94,8 % — білих - 2,4 % — чорних або афроамериканців - 0,4 % — корінних американців - 0,4 % — азіатів |

До двох чи більше рас належало 1,6 %. Частка іспаномовних становила 2,2 % від усіх жителів.
За віковим діапазоном населення розподілялося таким чином: 21,7 % — особи молодші 18 років, 56,6 % — особи у віці 18—64 років, 21,7 % — особи у віці 65 років та старші. Медіана віку мешканця становила 45,1 року. На 100 осіб жіночої статі у місті припадало 85,4 чоловіків;  на 100 жінок у віці від 18 років та старших — 80,3 чоловіків також старших 18 років.
Середній дохід на одне домашнє господарство  становив 61 944 долари США (медіана — 52 415), а середній дохід на одну сім'ю — 72 084 долари (медіана — 64 199). Медіана доходів становила 49 037 доларів для чоловіків та 38 475 доларів для жінок. За межею бідності перебувало 16,0 % осіб, у тому числі 23,2 % дітей у віці до 18 років та 6,3 % осіб у віці 65 років та старших.
Цивільне працевлаштоване населення становило 3175 осіб. Основні галузі зайнятості: освіта, охорона здоров'я та соціальна допомога — 29,6 %, роздрібна торгівля — 12,5 %, науковці, спеціалісти, менеджери — 10,8 %.